# Rattenkegel
Der Rattenkegel oder die Ratten-Kegelschnecke (Conus rattus) ist eine Schnecke aus der Familie der Kegelschnecken (Gattung Conus), die im Indopazifik verbreitet ist und sich von Vielborstern ernährt.

## Merkmale
Conus rattus trägt ein mäßig kleines bis mäßig großes, mäßig festes bis festes Schneckenhaus, das bei ausgewachsenen Schnecken 3 bis 6 cm Länge erreicht. Der Körperumgang ist kegelförmig oder bauchig kegelförmig bis breit und manchmal breitbauchig kegelförmig, der Umriss im Drittel bis Dreiviertel zum Apex hin wechselnd konvex, die linke Seite zur Basis hin konkav. Die Schulter ist gewinkelt. Das Gewinde ist niedrig mit mittelhoch, sein Umriss leicht konvex bis konkav. Der Protoconch hat drei oder mehr Umgänge und misst maximal 0,6 bis 0,8 mm. Die Nahtrampen des Teleoconchs sind flach mit 2 bis 3 auf 3 bis 6 zunehmenden spiraligen Rillen. Der Körperumgang ist an der Basis mit wechselnd vorragenden, feinen, spiralig verlaufenden Rippen, doch vergeht die Skulpturierung zum Apex hin.
Die Grundfarbe des Gehäuses ist bläulich-weiß bis gräulich-blau. Der Körperumgang ist mit verschiedenen olivfarbenen, braunen oder orangebraunen Schattierung belegt, die eine breite, unterbrochene spiralige Bande in der Grundfarbe an der Schulter und eine weitere, hinfällige bis breite Bande in der Mitte freilassen. Von der Basis bis in den Bereich nahe der Schulter können sich durchgehende dunkelbraune, spiralig verlaufende Linien erstrecken. An manchen Stellen des Körperumgangs sind braune spiralige Linien durch weiße Punkte gegliedert und erscheinen dadurch gesprenkelt. Es gibt sowohl einheitlich braune Gehäuse als auch Schalen mit zahlreichen weißen Punkten und Flecken. Die Basis ist violett oder dunkelbraun. Die Umgänge des Protoconchs und angrenzende Nahtrampen der ersten Umgänge des Teleoconchs sind oft blassgelb, während spätere Nahtrampen olivfarbene oder braune radiale Markierungen auf weißem Untergrund haben. Das Innere der Gehäusemündung ist violett und ist bei großen Exemplaren weiter innen wechselnd weiß belegt.
Das wechselnd dicke, durchscheinende bis undurchsichtige, glatte oder auf dem Körperumgang auf den spiraligen Rippen mit Büscheln in wechselnden Abständen besetzte Periostracum ist gelb bis olivfarben.
Die Schnecke selbst ist durchgehend schwarz oder olivfarben mit schwarzen Flecken. Die Oberseite des Fußes kann kurze Diagonalreihen weißer Punkte in jeder der vorderen Ecken haben. Die Fußsohle, das Rostrum und die Fühler können heller, der Sipho dunkler als der Fuß sein.
Die mit einer Giftdrüse verbundenen Radula-Zähne haben an der Spitze einen Widerhaken und auf der Gegenseite eine lange Schneide, zu der parallel der Zahn gesägt ist. An der Basis sitzt ein einzelner Sporn.

## Verbreitung und Lebensraum
Conus rattus ist im gesamten Indopazifik vom Roten Meer und Tansania über Madagaskar, Chagos, Aldabra und die Maskarenen bis nach Polynesien und Australien (Northern Territory, Queensland, Western Australia) verbreitet. Er lebt in der Gezeitenzone und darunter bis in Meerestiefen von etwa 15 m, sowohl an exponierten als auch an geschützten Stellen auf Kalkstein von Korallen mit oder ohne Algenbewuchs oder Bereichen mit Sand, oft verborgen unter Felsen, bisweilen auch auf Kies, Geröll oder in Felsspalten.

## Entwicklungszyklus
Wie alle Kegelschnecken ist Conus rattus getrenntgeschlechtlich, und das Männchen begattet das Weibchen mit seinem Penis. Vor Sri Lanka und den Seychellen legt das Weibchen in 15 cm bis 1,5 m Wassertiefe an der Unterseite von Korallenfelsen auf Basalplatten etwa 8 bis 15 mm lange und 5 bis 11 mm breite Eikapseln in unregelmäßigen Gelegen ab. Jede Kapsel enthält etwa 2000 bis 7500 Eier mit einem Durchmesser von etwa 124 bis 175 µm. Hieraus wird geschlossen, dass die Veliger-Larven mindestens 26 bis 30 Tage lang frei schwimmen, bevor sie niedersinken und zu kriechenden Schnecken metamorphosieren.

## Ernährung
Die Beute von Conus rattus besteht aus Vielborstern, nach Studien an Korallenriffen Thailands und Indonesiens insbesondere aus den Familien Eunicidae und Nereididae, die er mit seinen Radulazähnen sticht und mithilfe von Gift aus der Giftdrüse immobilisiert. Das Gift wirkt stark gegen Vielborster und weniger stark gegen kleine Fische, schädigt jedoch keine Mäuse.